# ميناء لو هافر
ميناء لو هافر هو ميناء يقع في مدينة لو هافر، فرنسا وهو ثاني أكبر ميناء تجاري في فرنسا من حيث الحمولة الإجمالية وأكبر ميناء للحاويات.